# 3. zongoraverseny (Beethoven)
Ludwig van Beethoven  No. 3 c-moll zongoraversenye az 1800-ban komponált opus 37.  számot viselő mű, mely Beethoven egyetlen moll hangnemben írt zongoraversenye.
A c-moll zongoraverseny 1800-ban keletkezett, olyan viszonylag szelíd kompozíciók társaságában, mint a B-dúr zongoraszonáta op.2.,a Prométheusz-zene, a Szeptett op.20.,vagy az op. 18. op. 22. vonósnégyesek. Beethoven a művet 1803. április 5-én saját szólójával mutatta be, a partitúra 1804-ben jelent meg nyomtatásban. A  2. szimfónia és a Krisztus az Olajfák hegyén című oratórium bemutatója volt e zongoraverseny bemutatásának évében. A mű ajánlása Louis Ferdinándnak, Poroszország hercegének szól. A c-moll zongoraverseny technikai szempontból nem nehezebb a korábbi kettőnél, de a zongoristának más kiindulópontból kell az előadást megközelítenie. Szó sincs a darabban társalgási hangról, tetszetős közhelyekről, a zenekarral szemben, pedig egyenrangú partnerként kell helytállni.

## Hangszerelés
A mű hangszerelését Beethoven szóló zongorára, 2 fuvolára, 2 oboára, 2 fagottra, 2 klarinétra, 2 kürtre, trombitára, üstdobra és vonósokra írta.

## Tételek
A mű 3 tételes.

### I. Allegro con brio
Első tétel

Probléma esetén lásd:Médiafájlok kezelése.
Az első tétel Mozart No. 24. zongoraversenyének témájára emlékeztet.
Első, zenekari expozíció: A zenekari expozíciót a vonósok vezetik be és dominánsak maradnak az egész expozíció során. A melléktémát a klarinét vezeti be, E-durban. A főtémát elsősorban a ritmus jellemzi, a melléktéma nyolcadai kis hangköz-lépésekben fonódnak kifejező dallamfüzérré. 

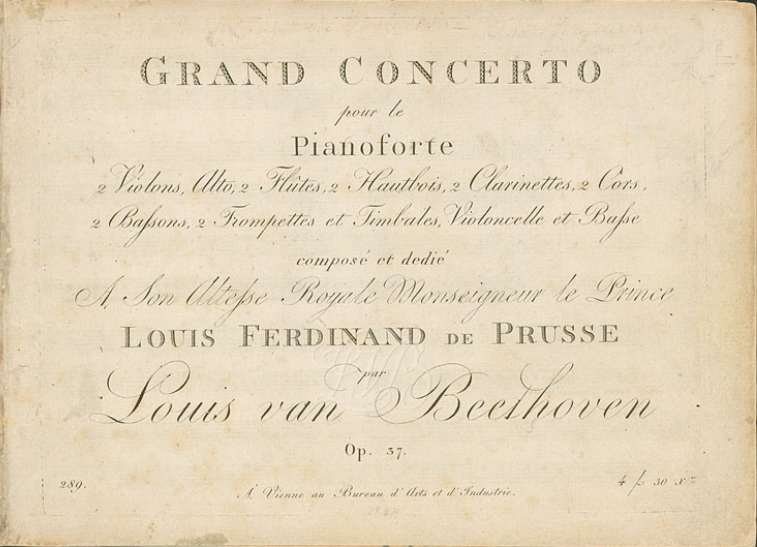
Az első kiadás címlapja

A Theater an der Wien, az ősbemutató helyszíne

Második expozíció: A zongora emelkedő hangsorokkal lép be, a rész szerkezete hasonló a zenekari expozícióhoz.
Kidolgozás: A zongora a második expozícióban hallotthoz hasonló emelkedő skálával lép be, ezúttal a D-dúr helyett c-mollban. A zene itt csendes, visszafogottabb.
Ismétlés: A zenekar fortissimóval, fúvós hangszerek közreműködésével erősíti meg a témát, majd visszatér a melléktéma. Ezután egy sötét átmenet vezet át a kadenciába (C-dúrból c-mollba).
Kadencia: Beethoven ehhez a tételhez három kadenciát írt, de számos más többé-kevésbé értékes kadenciát is játszanak ennek a műnek az különböző előadásai során.
Coda: A szerző felfokozza a várakozást a kadencia meghosszabbodik egy végső trillával, majd a főtéma jelenik meg ismét elemi erővel.

### II. Largo
A második tétel komoly töprengő főtémája nyomban a zongorán hangzik fel, s olyan mint egy kérlelő sóhaj. A zenekarra a vigasztaló, nyugtató válasz szerepét bízza a zeneszerző.

### III. Rondo – Allegro
Beethoven: 3. zongoraverseny

Probléma esetén lásd:Médiafájlok kezelése.
A záró rondót is a zongora indítja nehezen játszható kürt-kvintes menetekkel, sziporkázó jókedv jellemzi ezt a részt. A karakteres ritmikájú rondót több ízben megszakítja a zongora rövid kadenciája, mely mindegyik alkalommal úgy hat mint egy hirtelen jött szertelen ötlet.

## Az első előadás
Beethoven barátja, Ignaz von Seyfried, aki mű kéziratát látta az első előadás előtt, később ezt írta: [1]
     
"Láttam a kottát, szinte semmi, csak üres oldal, az egyik oldalon, vagy egy másik oldalon, mint egyiptomi hieroglifák,     számomra teljesen érthetetlenül. Mindez azért volt lejegyezve, hogy nyomokat szolgáltasson neki, mert ő szinte az egészet emlékezetből játszotta a premierkor. Gyakran előfordult, hogy nem volt ideje, hogy a művet leírja papírra." 

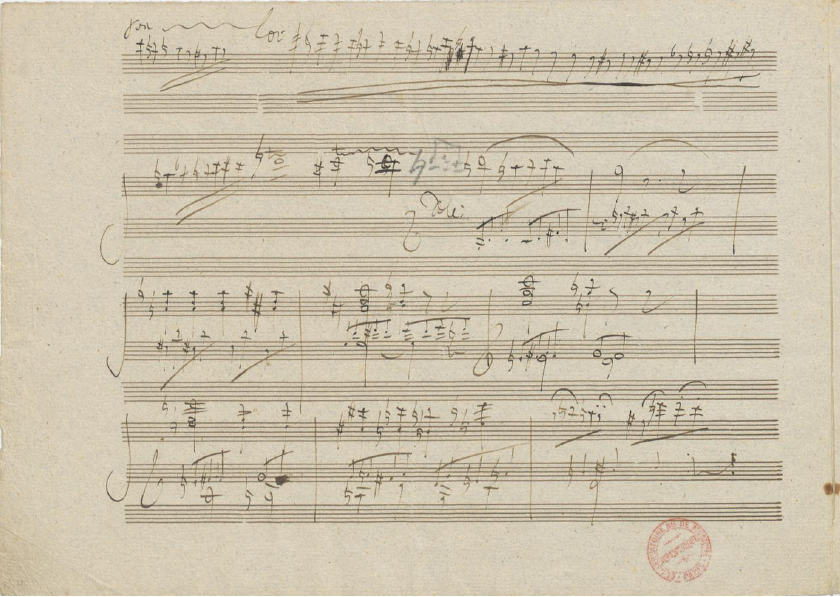
Az első tétel kadenciája

## Kadenciák
A 3. zongoraversenyhez a következők írtak kadenciát: Charles-Valentin Alkan, Harold Bauer, Amy Beach, Johannes Brahms, Carl Czerny, Gabriel Fauré, Adolf von Henselt, Mischa Levitzki, Liszt Ferenc, Ignaz Moscheles, Carl Reinecke, Anton Grigorjevics Rubinstejn, Clara Schumann és Wilhelm Kempff.

## Külső hivatkozások
- Sheetmusic, Musopen
- Aperçu of Apotheosis, Program Notes on the Third Piano Concerto by Ron Drummond
- Link to Midi file version of the Cadenza discovered in Melk Abbey in 1989
- Beethoven-analyse-concerto-piano, troisieme, dossier.html Analyse du concerto sur Symphozyk.info

## Fordítás
Ez a szócikk részben vagy egészben a Piano Concerto No. 3 (Beethoven) című angol Wikipédia-szócikk ezen változatának fordításán alapul.  Az eredeti cikk szerkesztőit annak laptörténete sorolja fel. Ez a jelzés csupán a megfogalmazás eredetét és a szerzői jogokat jelzi, nem szolgál a cikkben szereplő információk forrásmegjelöléseként.